# Línguas de Essuatíni
Essuatíni (antiga Suazilândia), um pequeno país da África Austral que não tem saída direta para o mar é o lar de várias línguas. As principais línguas são: o suázi, o zulu, o tsonga, o africâner e o inglês. Línguas de imigrantes recentes no país incluem: o nianja (chichewa ou chewa) e o soto do sul.

## Línguas oficiais e nacionais
O suázi é uma língua banta do sul, e é a língua nacional de Essuatíni, e é falado por cerca de 95 por cento dos suázis. o suázi e o inglês são as duas línguas oficiais do país, e o emprego de ambas as línguas são no Parlamento de Essuatíni é aceito.
O ensino da língua suázi está presente em todas as escolas nacionais e a alfabetização em suázi, é definida como a capacidade de uma pessoa ler e escrever a língua, é "muito elevada" em Essuatíni. O suázi também é usado nos meios de comunicação social.
O inglês é a língua da educação, e é ensinado em todas as escolas estatais e privadas do país. A competência em inglês é um pré-requisito para a admissão na maioria das instituições pós-secundário.

## Línguas minoritárias e de imigrantes
Uma minoria dos suázis, estimada em 76 mil em 1993, falavam o zulu, uma das onze línguas oficiais da África do Sul. O tsonga, uma língua banta do sul e é também uma língua oficial da África do Sul, é falado por 19 mil suázis (em 1993). O africâner, outra língua oficial da África do Sul e que é uma língua crioula baseada no neerlandês, é falado por 13 mil pessoas em Essuatíni.
O chewa (ou nianja), a língua nacional e oficial do Malawi, e o Soto (ou soto do sul), são falados principalmente no Lesoto e no Estado Livre, na África do Sul, são línguas de imigrantes com 5.700 e 4.700 falante nativos, respectivamente, em Essuatíni. O shimaore é também uma língua de imigrante, e é falado por 600 habitantes do país.
Antes da independência de Essuatíni em 1968, o francês era ensinado na colônia em apenas três escolas de ensino médio para brancos.

### Língua portuguesa
Essuatíni conta com uma numerosa comunidade falante de língua portuguesa, essa comunidade é formada por colonos, e seus descendentes, portugueses e em sua maior parte vinda de Moçambique, principalmente como refugiados devido a Guerra Civil Moçambicana. O português também já está sendo ensinado nas escolas do país como língua estrangeira. Essuatíni também pretende obter o estatuto de observador associado da Comunidade de Países de Língua Portuguesa (CPLP).

### Ligações externes
- Liste des langues du Swaziland, Ethnologue.com (em inglês)
- Situation linguistique du Swaziland. Site de l'Université de Laval (em francês)